# Agnes Dordzie
Agnes Mercy Abla Dordzie est née le2 octobre 1952 au Ghana, est une juge ghanéenne. Elle est une juge en activité de la Cour suprême du Ghana. 
Avant sa nomination à la magistrature de la Cour suprême, il a été allégué que sa promotion était une récompense plutôt qu'une nomination justifiée car elle était membre du comité qui a recommandé la révocation de la présidente de la Commission électorale et de ses adjoints. Elle a été nommée juge à la Cour suprême en 2018. 

## Enfance et éducation
Agnes est née le 2 octobre 1952 à Taviefe-Deme dans la région de la Volta au Ghana.  
Elle a commencé ses études à l'école primaire catholique romaine de Taviefe-Deme de 1957 à 1962. Elle a commencé le collège en 1964 au collège catholique romain pour filles à Ho mais a déménagé un an plus tard au collège méthodiste d'Atibie, Kwahu. Elle y a également passé un an avant de rejoindre le L/A Presby 'B' Extension Middle School à Koforidua où elle a obtenu son certificat de fin d'études secondaires en 1966. Elle a commencé ses études secondaires à Awudome Secondary School à Tsito et a continué à OLA Girls Secondary School, Ho en 1969. Là, elle a obtenu son certificat de niveau ordinaire («O'-Level») en 1972 et son certificat de niveau avancé («A») en 1974. Elle est allée à l'université du Ghana pour étudier le droit et les sciences politiques de 1974 à 1977. En janvier 1979, elle s'est inscrite à l'école de droit du Ghana et a obtenu son diplôme d'avocat en novembre 1980. Elle a été admise au barreau en novembre 1980. En 2007, elle a suivi un programme de maîtrise en relations internationales à la Commonwealth Open University, Îles Vierges britanniques, Royaume-Uni (Long Distance Learning) en 2010. Elle s'est également inscrite à l'Institut d'études théologiques pour étudier un cours de diplôme de six mois en conseil chrétien en 2014.  

## Carrière
Agnes a travaillé en tant que membre du personnel des services nationaux au Conseil national sur les femmes et le développement à Koforidua de 1977 à 1978. Après avoir été admise au barreau en novembre 1980, elle a rejoint le ministère public en tant que procureure adjointe jusqu'en janvier 1983. Un mois plus tard, elle a déménagé au Nigeria pour un contrat avec le ministre de la Justice de Calabar, dans l'État de Cross River, en tant que conseillère d'État. Elle est ensuite retournée au Ghana pour commencer une pratique juridique privée chez Adzoe Gbadegbe and Company. Elle est restée dans un cabinet juridique privé jusqu'en mai 1987, date à laquelle elle est nommée magistrate à Somanya (en). En novembre 1991, elle a été élevée au rang de Circuit Judge, travaillant à Accra. Elle a été juge à la Haute Cour d'Accra de novembre 1995 à novembre 2003. De décembre 2003 à novembre 2005, elle a été juge de la Haute Cour de tutelle de la Région Ashanti. Avant son élection à la Cour d'appel en juillet 2010 elle a été nommée par le Secrétariat du Commonwealth lors du détachement de la magistrature du Ghana pour siéger en tant que juge de la Haute Cour en Gambie. Agnes a été nommée juge à la Cour suprême du Ghana en 2018. 

## Nomination
Agnes a été nommée avec trois autres juges (Samuel Marful-Sau, le professeur Nii Ashie Kotey et le juge Nene Amegatcher) par le président du Ghana, Nana Akufo-Addo en 2018. Après que les noms ont été envoyés au Parlement, certains ont prétendu que sa nomination et la nomination du juge Samuel Marful-Sau étaient des récompenses et non justifiées car leurs promotions avaient eu lieu après qu'ils (le juge Samuel Marful-Sau et le juge Agnes Dordzie) aient recommandé que la présidente de la Commission électorale, Charlotte Osei et ses adjoints soient démis de leurs fonctions. Le gouvernement a cependant rejeté ces allégations, affirmant que les candidatures étaient en consultation avec le Conseil d'État et sur la base des conseils du Conseil judiciaire. Elle a été approuvée en août 2018 et a prêté serment en octobre 2018.